# Sainte-Foy-de-Longas
Sainte-Foy-de-Longas é uma comuna francesa na região administrativa da Nova Aquitânia, no departamento Dordonha. Estende-se por uma área de 16,67 km². Em 2010 a comuna tinha 245 habitantes (densidade: 14,7 hab./km²).